# Temporada 1987 de la CART IndyCar World Series
La Temporada 1987 de la CART IndyCar World Series fue la novena temporada de la Championship Auto Racing Teams, que consistió en 15 carreras y una carrera no puntuable, comenzando en Long Beach, California el 6 de abril y concluyendo en Miami, Florida, el 1 de noviembre. El campeón de la PPG IndyCar World Series y ganador de las 71.ª edición de las 500 Millas de Indianápolis fue Al Unser. El destacado Novato del Año fue el italiano Fabrizio Barbazza.
Esta temporada se implementó una carrera fuera del campeonato en la cual se disputaría una fecha antes de final de temporada, en el Circuito Callejero del Parque Tamiami, denominada como el Desafío Marlboro de la ciudad de Miami, Florida, la misma ciudad donde se disputaría la fecha final del campeonato.

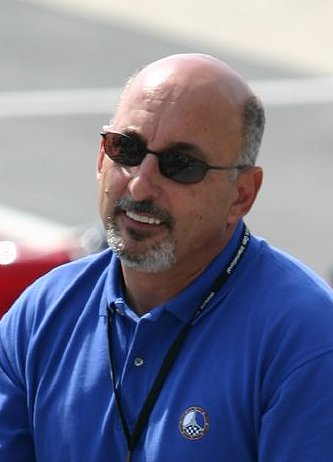
Bobby Rahal fue el campeón de la temporada 1987 de la CART.

## Equipos y pilotos
| Equip./Prop.             | Neumáticos | Chasís                  | Motor              | Núm. | Piloto (s)               | Patrocinador                            | Rondas                   |
| ------------------------ | ---------- | ----------------------- | ------------------ | ---- | ------------------------ | --------------------------------------- | ------------------------ |
| A. J. Foyt Enterprises   | G          | Lola T8700              | Cosworth           | 14   | A.J. Foyt                | Copenhagen-Gilmore                      | Rondas 3-4, 9-10, 13, 15 |
| A. J. Foyt Enterprises   | G          | March 86C               | Cosworth           | 41   | Stan Fox                 | Kerker Exhaust                          | Ronda 3                  |
| A. J. Foyt Enterprises   | G          | March 86C               | Cosworth           | 41   | Davy Jones (R)           | Skoal Classic                           | Rondas 9, 13, 15         |
| A. J. Foyt Enterprises   | G          | March 86C               | Cosworth           | 44   | Davy Jones (R)           | Copenhagen-Gilmore                      | Ronda 3                  |
| A. J. Foyt Enterprises   | G          | March 86C               | Chevy V6           | 84   | George Snider            | Calumet Farms                           | Ronda 3                  |
| Alex Morales Racing      | G          | March 87C               | Cosworth           | 21   | Johnny Rutherford        | Vermont American                        | Todas                    |
| American Racing          | G          | March 86C               | Buick              | 2    | Jim Crawford(1)          | STP/ARS                                 | 3                        |
| American Racing          | G          | March 86C               | Buick              | 2    | Gordon Johncock          | STP/ARS                                 | 3                        |
| Arciero Racing           | G          | March 87C               | Cosworth           | 12   | Fabrizio Barbazza(2) (R) | Arciero Wines                           | Rondas 1-13, 15          |
| Arciero Racing           | G          | March 87C               | Cosworth           | 12   | Ludwig Heimrath(2) (R)   | Arciero Wines                           | Rondas 14-15             |
| Arciero Racing           | G          | March 85C               | Cosworth           | 12   | Ludwig Heimrath(2) (R)   | Arciero Wines                           | Rondas 14-15             |
| Arciero Racing           | G          | Graham McRae(2)         | Cosworth           | 12   | Ronda 15                 | Arciero Wines                           |                          |
| Bettenhausen Motorsports | G          | March 86C               | Cosworth           | 16   | Tony Bettenhausen Jr.    | United Oil/Call Free                    | Rondas 1-5, 7-12         |
| Centerline Wheels        | G          | March                   | Pontiac            | 59   | Sammy Swindell           | Centerline Wheels                       | Ronda 3                  |
| Curb                     | G          | March 87C/ March 86C(3) | Cosworth           | 33   | Tom Sneva                | Skoal                                   | Rondas 1-9               |
| Curb                     | G          | March 87C/ March 86C(3) | Cosworth           | 33   | John Andretti (R)        | Skoal                                   | Rondas 10-15             |
| Curb                     | G          | March 87C/ March 86C(3) | Cosworth           | 98   | Ed Pimm                  | Skoal                                   | Rondas 3, 9              |
| Dale Coyne Racing        | G          | March 86C               | Chevy/ Cosworth(4) | 19   | Dale Coyne               | Coyne Racing                            | Rondas 1-2, 4-15         |
| Dick Simon Racing        | G          | Lola T8700              | Cosworth           | 22   | Dick Simon               | Soundesign/Mackenzie Financial          | Rondas 1-10, 13          |
| Dick Simon Racing        | G          | Lola T8700              | Cosworth           | 22   | Wally Dallenbach Jr. (R) | Menard's                                | Ronda 11                 |
| Dick Simon Racing        | G          | Lola T8700              | Cosworth           | 22   | Ludwig Heimrath (R)      | Mackenzie Financial                     | Ronda 12                 |
| Dick Simon Racing        | G          | Lola T8700              | Cosworth           | 22   | John Richards (R)(5)     | Soundesign                              | Ronda 14                 |
| Dick Simon Racing        | G          | Lola T8700              | Cosworth           | 22   | Jeff Wood (R)            | Soundesign                              | Ronda 15                 |
| Dick Simon Racing        | G          | Lola T8700              | Cosworth           | 23   | Ludwig Heimrath (R)      | Mackenzie Financial                     | Rondas 1-10              |
| Dick Simon Racing        | G          | Lola T8700              | Cosworth           | 23   | Jeff Wood (R)            | Spirit of Wichita                       | Rondas 11-14             |
| Dick Simon Racing        | G          | Lola T8700              | Cosworth           | 23   | Fulvio Ballabio (R)      | Burago                                  | Ronda 15                 |
| Dick Simon Racing        | G          | Lola T8600/ T8700       | Cosworth           | 27   | John Richards (R)        | Soundesign/Mackenzie Financial          | Rondas 5-8               |
| Dick Simon Racing        | G          | Lola T8600              | Cosworth           | 27   | Ian Ashley               | Mackenzie Financial                     | Ronda 15                 |
| Doug Shierson Racing     | G          | March 87C               | Cosworth           | 30   | Al Unser Jr.             | Domino's Pizza                          | Todas                    |
| Galles Racing            | G          | March 87C/ Lola T8700   | Judd/ Cosworth     | 11   | Jeff MacPherson(6)       | MacHoward Leasing                       | Todas                    |
| Galles Racing            | G          | March 87C               | Judd               | 15   | Geoff Brabham            | Team Valvoline                          | Todas                    |
| Gohr Racing              | G          | March 86C               | Cosworth           | 56   | Rocky Moran              | Genesee Beer Wagon                      | Ronda 1                  |
| Gohr Racing              | G          | March 86C               | Cosworth           | 56   | Gary Bettenhausen        | Genesee Beer Wagon                      | Rondas 2-4, 9-10         |
| Gohr Racing              | G          | March 87C/ March 86C    | Cosworth           | 56   | Scott Goodyear (R)(7)    | Genesee Beer Wagon/Rothmans             | Rondas 6-8, 11-12, 14-15 |
| Granatelli Racing        | G          | March 87C               | Cosworth           | 4    | Roberto Guerrero         | True Value/STP                          | Rondas 1-12              |
| Granatelli Racing        | G          | March 87C               | Cosworth           | 4    | Al Unser                 | True Value/STP                          | Ronda 13                 |
| Granatelli Racing        | G          | March 87C               | Cosworth           | 4    | Raúl Boesel              | True Value/STP                          | Rondas 14-15             |
| Hemelgarn Racing         | G          | March 87C               | Cosworth           | 71   | Arie Luyendyk            | Living Well/ Provimi Veal               | Todas                    |
| Hemelgarn Racing         | G          | March 87C               | Buick              | 81   | Rich Vogler              | KFC/ Living Well                        | Ronda 3                  |
| Hemelgarn Racing         | G          | March 87C               | Cosworth           | 91   | Scott Brayton            | Amway/ Autostyle Cars                   | Rondas 3, 5-6, 9-10      |
| Hemelgarn Racing         | G          | March 86C               | Buick              | 91   | Johnny Parsons           | KFC/ Living Well                        | Ronda 3                  |
| Interscope Racing        | G          | PC-16/ March 87C        | Chevy A/ Cosworth  | 25   | Danny Ongais(8)          | Interscope/ Panasonic                   | Rondas 3, 9, 13, 15      |
| Intersport               | G          | March 86C               | Cosworth           | 17   | Dominic Dobson           | Intersport                              | Ronda 3                  |
| JP Racing                | G          | March 86C               | Cosworth           | 35   | Spike Gehlhausen         | JP Racing                               | Ronda 3                  |
| Kraco Racing             | G          | March 87C               | Cosworth           | 18   | Michael Andretti         | Kraco                                   | Todas                    |
| Leader Cards Racing      | G          | March 87C               | Cosworth           | 24   | Randy Lewis              | Toshiba/ Altos/ Oracle/ Western Digital | Todas                    |
| Los Angeles Drywall      | G          | March 85C               | Cosworth           | 19   | Dick Ferguson            | Los Angeles Drywall                     | Ronda 3                  |
| Los Angeles Drywall      | G          | March 85C               | Cosworth           | 27   | Dick Ferguson            | Los Angeles Drywall                     | Ronda 9                  |
| Machinists Union Racing  | G          | March 87C               | Cosworth           | 29   | Pancho Carter            | Hardee's/Machinists Union               | Rondas 3, 9-15           |
| Machinists Union Racing  | G          | March 86C               | Cosworth           | 44   | Chip Robinson            | Carteret Savings/Machinists Union       | Rondas 1, 6, 13          |
| Machinists Union Racing  | G          | March 86C               | Cosworth           | 44   | Tom Sneva                | Carteret Savings/Machinists Union       | Ronda 15                 |
| Machinists Union Racing  | G          | March 87C               | Cosworth           | 55   | Josele Garza             | Schaefer/Machinists Union               | Todas                    |
| Machinists Union Racing  | G          | March 86C               | Cosworth           | 59   | Mike Nish                | Schaefer/Machinists Union               | Rondas 1-2               |
| Machinists Union Racing  | G          | March 86C/ March 87C    | Cosworth           | 59   | Rick Miaskiewicz(9)      | Schaefer/Machinists Union               | Rondas 5, 7-8, 12        |
| Newman Teamworks         | G          | Lola T8600              | Cosworth           | 51   | Didier Theys (R)         | Pepsi/ GFE                              | Rondas 1, 11             |
| Newman Teamworks         | G          | Lola T8600              | Cosworth           | 51   | Davy Jones (R)           | Pepsi/ GFE                              | Ronda 12                 |
| Newman/Haas Racing       | G          | Lola T8700              | Chevy A            | 5    | Mario Andretti           | Hanna Car Wash                          | Todas                    |
| NFW Racing               | G          | March 86C               | Cosworth           | 36   | Graham McRae             | NFW                                     | Rondas 11-12             |
| Pace Racing              | G          | March 87C               | Buick              | 77   | Derek Daly               | Schied/ Superior/ MetroLink             | Ronda 3                  |
| Patrick Racing           | G          | March 87C               | Chevy A            | 7    | Kevin Cogan              | Marlboro                                | Rondas 1-4, 6-15         |
| Patrick Racing           | G          | March 87C               | Chevy A            | 20   | Emerson Fittipaldi       | Marlboro                                | Todas                    |
| Penske Racing            | G          | PC-16/ March 87C        | Chevy A            | 3    | Danny Sullivan(10)       | Miller American                         | Todas                    |
| Penske Racing            | G          | PC-16/ March 87C        | Chevy A            | 8    | Rick Mears(11)           | Pennzoil Z-7                            | Todas                    |
| Penske Racing            | G          | March 86C               | Cosworth           | 6    | Al Unser                 | Cummins/ Holset Turbo                   | Rondas 9-10              |
| Penske Racing            | G          | PC-16                   | Chevy A            | 9    | Al Unser                 | Cummins/ Holset Turbo                   | Ronda 15                 |
| Penske Racing            | G          | March 86C               | Cosworth           | 25   | Al Unser                 | Cummins/ Holset Turbo                   | Ronda 3                  |
| Porsche                  | G          | Porsche                 | Porsche            | 6    | Al Unser                 | Quaker State                            | Ronda 14                 |
| Porsche                  | G          | Porsche                 | Porsche            | 6    | Al Holbert               | Quaker State                            | Ronda 15                 |
| Raynor                   | G          | Lola T8700              | Cosworth           | 10   | Dennis Firestone         | Raynor Garage Door                      | Rondas 1-3               |
| Raynor                   | G          | Lola T8600              | Cosworth           | 10   | Phil Krueger             | Raynor Garage Door                      | Ronda 3                  |
| Raynor                   | G          | Lola T8700              | Cosworth           | 10   | Derek Daly               | Raynor Garage Door                      | Rondas 4-15              |
| Truesports               | G          | Lola T8700              | Cosworth           | 1    | Bobby Rahal              | Budweiser                               | Todas                    |
| Truesports               | G          | Lola T8700              | Cosworth           | 2    | Didier Theys (R)         | Budweiser                               | Ronda 15                 |
| United Oil               | G          | March 87C               | Cosworth           | 87   | Steve Chassey            | United Oil/ Life of Indiana             | Ronda 3                  |
| Walther                  | G          | March 86C               | Cosworth           | 76   | Rocky Moran              | Walther                                 | Ronda 3                  |
| WENS                     | G          | March 86C               | Cosworth           | 97   | Rick Miaskiewicz         | Pizza Hut/ WENS                         | Ronda 3                  |

### Calendario
| Rond. | Fecha            | Comp.                                                        | Circuit./Loc.                                                                | Vuelta Rápida  | Pole Position         | Ganador               | Equipo Ganador     |
| ----- | ---------------- | ------------------------------------------------------------ | ---------------------------------------------------------------------------- | -------------- | --------------------- | --------------------- | ------------------ |
| 1     | 5 de abril       | Toyota Gran Premio de Long Beach                             | Long Beach, California Circuito callejero de Long Beach                      | 1:05.886       | Mario Andretti        | Mario Andretti        | Newman/Haas Racing |
| 2     | 12 de abril      | Dana 200                                                     | Phoenix International Raceway Avondale, Arizona                              | 21.832         | Mario Andretti        | Roberto José Guerrero | Granatelli Racing  |
| 3     | 24 de mayo       | 71.ª edición de las 500 Millas de Indianápolis               | Speedway, Indiana Indianapolis Motor Speedway                                | 2:47.139       | Mario Andretti        | Al Unser              | Penske Racing      |
| 4     | 31 de mayo       | Dana-Rex Mays 200                                            | West Allis, Wisconsin Milwaukee Mile                                         | 23.544         | Roberto José Guerrero | Michael Andretti      | Kraco Racing       |
| 5     | 14 de junio      | 200 Budweiser / GIJoe 's                                     | Portland, Oregón Portland International Raceway                              | 59.207         | Roberto José Guerrero | Bobby Rahal           | Truesports         |
| 6     | 28 de junio      | Gran Premio de Meadowlands                                   | Bergen County, Nueva Jersey Circuito Callejero de Meadowlands Sports Complex | 1:01.097       | Mario Andretti        | Bobby Rahal           | Truesports         |
| 7     | 5 de julio       | Cleveland Burke Lakefront Airport - Gran Premio de Cleveland | Cleveland, Ohio Circuito Burke Lakefront Airport                             | 1:05.509       | Roberto José Guerrero | Emerson Fittipaldi    | Patrick Racing     |
| 8     | 19 de julio      | Molson Indy Toronto                                          | Toronto, Ontario Circuito Callejero de Toronto                               | Sin Determinar | Bobby Rahal           | Emerson Fittipaldi    | Patrick Racing     |
| 9     | 2 de agosto      | Marlboro 500                                                 | Brooklyn, Míchigan Michigan International Speedway                           | 33.406         | Michael Andretti      | Michael Andretti      | Kraco Racing       |
| 10    | 16 de agosto     | Quaker State 500                                             | Long Pond, Pensilvania Pocono Raceway                                        | 44.795         | Mario Andretti        | Rick Mears            | Penske Racing      |
| 11    | 30 de agosto     | Road America 200                                             | Elkhart Lake, Wisconsin Road America                                         | 1:52.687       | Mario Andretti        | Mario Andretti        | Newman/Haas Racing |
| 12    | 6 de septiembre  | Escort Radar Warning 200                                     | Lexington, Ohio Mid-Ohio Sports Car Course                                   | 1:15.585       | Roberto José Guerrero | Roberto José Guerrero | Granatelli Racing  |
| 13    | 20 de septiembre | Gran Premio Bosch Spark Plug                                 | Lehigh Valley, Pensilvania Nazareth Speedway                                 | 21.926         | Michael Andretti      | Michael Andretti      | Kraco Racing       |
| 14    | 11 de octubre    | Laguna Seca 300k                                             | Monterrey, California Mazda Raceway Laguna Seca                              | 52.926         | Mario Andretti        | Bobby Rahal           | Truesports         |
| NP    | 31 de octubre    | Marlboro Challenge                                           | Miami, Florida Circuito Callejero de Tamiami Park                            | Sin Determinar | Raúl Boesel           | Bobby Rahal           | Truesports         |
| 15    | 1 de noviembre   | Miami Indy Challenge                                         | Miami, Florida Circuito Callejero de Tamiami Park                            | 1:54.630       | Michael Andretti      | Michael Andretti      | Kraco Racing       |

     Óvalo
     Circuito
     Competencia No Puntuable para el Campeonato

## Resultados de la Temporada

### Estadísticas Finales
| Pos. | Piloto                | LBH | PHX | INDY 500 | MIL | POR | MEA | CLE | TOR | MIC | POC | ROA | MDO | NAZ | LAG | MIA | Puntos |
| ---- | --------------------- | --- | --- | -------- | --- | --- | --- | --- | --- | --- | --- | --- | --- | --- | --- | --- | ------ |
| 1    | Bobby Rahal           | 23  | 2   | 26       | 2   | 1*  | 1*  | 2   | 3   | 3   | 5   | 23  | 2*  | 5   | 1   | 7   | 188    |
| 2    | Michael Andretti      | 4   | 4   | 29       | 1   | 2   | 5   | 6   | 5   | 1*  | 8   | 16  | 13  | 1*  | 22  | 1*  | 158    |
| 3    | Al Unser Jr.          | 2   | 14  | 4        | 5   | 20  | 8   | 3   | 20  | 18  | 23  | 3   | 23  | 6   | 4   | 2   | 107    |
| 4    | Roberto Guerrero      | 12  | 1*  | 2        | 16* | 19  | 19  | 5*  | 4   | 14  | 3   | 7   | 1   |     |     |     | 106    |
| 5    | Rick Mears            | 9   | 20  | 23       | 21  | 3   | 18  | 7   | 10  | 21  | 1*  | 9   | 4   | 3   | 3   | 5   | 102    |
| 6    | Mario Andretti        | 1*  | 5   | 9*       | 17  | 10  | 2   | 10  | 15  | 19  | 19  | 1*  | 17  | 19  | 17* | 4   | 100    |
| 7    | Arie Luyendyk         | 14  | 3   | 18       | 4   | 16  | 6   | 19  | 7   | 5   | 4   | 4   | 11  | 4   | 6   | 11  | 98     |
| 8    | Geoff Brabham         | 16  | 8   | 24       | 12  | 9   | 4   | 22  | DNS | 8   | 2   | 2   | 7   | 12  | 5   | 3   | 90     |
| 9    | Danny Sullivan        | 22  | 11  | 13       | 11  | 11  | 20  | 4   | 2   | 4   | 17  | 5   | 3   | 22  | 2   | 12  | 87     |
| 10   | Emerson Fittipaldi    | 19  | 18  | 16       | 7   | 14  | 3   | 1   | 1*  | 7   | 18  | 18  | 6   | 21  | 20  | 10  | 78     |
| 11   | Josele Garza          | 5   | 6   | 17       | 22  | 6   | 24  | 16  | 17  | 12  | 11  | 11  | 8   | 8   | 8   | 18  | 46     |
| 12   | Fabrizio Barbazza     | 17  | 12  | 3        | 14  | 4   | 16  | 24  | 11  | 6   | 14  | 8   | 24  | 13  |     |     | 42     |
| 13   | Al Unser              |     |     | 1        |     |     |     |     |     | 2   | 15  |     |     | 10  | 24  | DNQ | 39     |
| 14   | Tom Sneva             | 3   | 17  | 14       | 13  | 21  | 7   | 8   | 6   | 30  |     |     |     |     |     | 9   | 37     |
| 15   | Derek Daly            |     |     | 15       | 3   | 15  | 9   | 11  | 16  | 24  | 10  | 26  | 9   | 16  | 14  | 22  | 27     |
| 16   | Kevin Cogan           | 18  | 21  | 31       | 18  |     | 12  | 21  | 13  | 27  | 9   | 19  | 5   | 5   | 18  | 21  | 25     |
| 17   | John Andretti         |     |     |          |     |     |     |     |     |     |     | 6   | 10  | 11  | 7   | 8   | 24     |
| 18   | Johnny Rutherford     | 23  | 9   | 11       | 9   | 7   | 11  | 9   | 21  | 28  | 26  | 24  | 12  | 20  | 15  | 16  | 23     |
| 19   | Jeff MacPherson       | 10  | 13  | 8        | 8   | 13  | 21  | 17  | 22  | 23  | 20  | 25  | 21  | 9   | 9   | 24  | 21     |
| 20   | Dick Simon            | 20  | 10  | 6        | 20  | 18  | 14  | 23  | 23  | 9   | 21  |     |     | 18  |     |     | 15     |
| 21   | Randy Lewis           | 8   | 19  | 32       | 19  | 8   | 23  | 12  | 9   | 15  | 16  | 13  | 22  | DNQ | 19  | 19  | 15     |
| 22   | Scott Brayton         |     |     | 12       |     | 5   | 10  |     |     | 22  | 25  |     |     |     |     |     | 14     |
| 23   | A.J. Foyt             |     |     | 19       | 6   |     |     |     |     | 26  | 7   |     |     | 7   |     | 25  | 14     |
| 24   | Gary Bettenhausen     |     | 16  | 5        | 15  |     |     |     |     | 13  | 13  |     |     |     |     |     | 10     |
| 25   | Pancho Carter         |     |     | 27       |     |     |     |     |     | 20  | 6   | 14  | 14  | 17  | 12  | 14  | 9      |
| 26   | Chip Robinson         | 6   |     |          |     |     | 25  |     |     |     |     |     |     | 15  |     |     | 8      |
| 27   | Raul Boesel           |     |     |          |     |     |     |     |     |     |     |     |     |     | 16  | 6   | 8      |
| 28   | Scott Goodyear        |     |     |          |     |     | 22  | 15  | 8   |     |     | 20  | 18  |     | 11  | 15  | 7      |
| 29   | Tony Bettenhausen Jr. | 11  | 15  | 10       | DNQ | 13  |     | 20  | DNQ | 11  | 22  | 15  | 25  |     |     |     | 7      |
| 30   | Didier Theys          | 7   |     |          |     |     |     |     |     |     |     | 22  |     |     |     | 17  | 6      |
| 31   | Dennis Firestone      | 21  | 7   | DNQ      |     |     |     |     |     |     |     |     |     |     |     |     | 6      |
| 32   | Stan Fox              |     |     | 7        |     |     |     |     |     |     |     |     |     |     |     |     | 6      |
| 33   | Jeff Wood             |     |     |          |     |     |     |     |     |     |     | 10  | 15  | DNQ | 10  | 23  | 6      |
| 34   | Ludwig Heimrath       | 15  | 22  | 30       | 10  | 12  | 17  | 18  | 19  | 25  | 12  |     | 15  |     | 23  | DNQ | 5      |
| 35   | Davy Jones            |     |     | 28       |     |     |     |     |     | 10  |     |     | 19  | 14  |     | 13  | 3      |
| 36   | Rick Miaskiewicz      |     |     | DNQ      |     | 22  |     | 14  | 12  |     |     |     | 16  |     |     |     | 1      |
| 37   | Wally Dallenbach Jr.  |     |     |          |     |     |     |     |     |     |     | 12  |     |     |     |     | 1      |
| 38   | John Richards         |     |     |          |     |     | 26  | 13  | 14  |     |     |     |     |     | 13  |     | 0      |
| 39   | Rocky Moran           | 13  |     | DNQ      |     |     |     |     |     |     |     |     |     |     |     |     | 0      |
| 40   | Dale Coyne            | DNS | DNQ |          | DNQ | 17  | 15  | 25  | 18  | DNS | 24  | 17  | 20  | DNQ | 21  | DNQ | 0      |
| 41   | Ed Pimm               |     |     | 21       |     |     |     |     |     | 16  |     |     |     |     |     |     | 0      |
| 42   | Danny Ongais          |     |     | Inj      |     |     |     |     |     | 17  |     |     |     | DNQ |     | 27  | 0      |
| 43   | Ian Ashley            |     |     |          |     |     |     |     |     |     |     |     |     |     |     | 20  | 0      |
| 43   | Rich Vogler           |     |     | 20       |     |     |     |     |     |     |     |     |     |     |     |     | 0      |
| 45   | Graham McRae          |     |     |          |     |     |     |     |     |     |     | 21  | DNQ |     |     | DNQ | 0      |
| 46   | Gordon Johncock       |     |     | 22       |     |     |     |     |     |     |     |     |     |     |     |     | 0      |
| 47   | Steve Chassey         |     |     | 25       |     |     |     |     |     |     |     |     |     |     |     |     | 0      |
| 48   | Fulvio Ballabio       |     |     |          |     |     |     |     |     |     |     |     |     |     |     | 26  | 0      |
| 49   | Dick Ferguson         |     |     | DNQ      |     |     |     |     |     | 29  |     |     |     |     |     |     | 0      |
| 50   | George Snider         |     |     | 33       |     |     |     |     |     |     |     |     |     |     |     |     | 0      |
|      | Mike Nish             | DNQ | DNQ |          |     |     |     |     |     |     |     |     |     |     |     |     | -      |
|      | Tom Bigelow           |     |     | DNQ      |     |     |     |     |     |     |     |     |     |     |     |     | -      |
|      | Dominic Dobson        |     |     | DNQ      |     |     |     |     |     |     |     |     |     |     |     |     | -      |
|      | Spike Gehlhausen      |     |     | DNQ      |     |     |     |     |     |     |     |     |     |     |     |     | -      |
|      | Phil Krueger          |     |     | DNQ      |     |     |     |     |     |     |     |     |     |     |     | DNQ | -      |
|      | Johnny Parsons        |     |     | DNQ      |     |     |     |     |     |     |     |     |     |     |     |     | -      |
|      | Sammy Swindell        |     |     | DNQ      |     |     |     |     |     |     |     |     |     |     |     |     | -      |
|      | Al Holbert            |     |     |          |     |     |     |     |     |     |     |     |     |     |     | DNQ | -      |
|      | Jim Crawford          |     |     | Inj      |     |     |     |     |     |     |     |     |     |     |     |     | -      |
| Pos. | Piloto                | LBH | PHX | INDY 500 | MIL | POR | MEA | CLE | TOR | MIC | POC | ROA | MDO | NAZ | LAG | MIA | Puntos |

| Color       | Resultados                    |
| ----------- | ----------------------------- |
| Oro         | Ganador                       |
| Plata       | 2° Lugar                      |
| Bronce      | 3° Lugar                      |
| Verde       | 4° y 5° Lugar                 |
| Azul claro  | 6° – 10° Lugar                |
| Azul oscuro | Finalizó (Fuera del Top 10)   |
| Púrpura     | No acabaron la carrera        |
| Rojo        | No lograron calificarse (DNQ) |
| Marrón      | No Arrancó (DNS)              |
| Negro       | Descalificado (DSQ)           |
| Blanco      | No Arrancó (DNS)              |
| Blanco      | Abandono por carrera (C)      |
| Sin color   | No participó                  |

| In-line notation                                                            | |
| Negrita                                                                     | Pole position (1 punto; excepto en Indy y Iowa)                                                            |
| 1 Como la clasificación fue cancelada, no se otorgan el punto al polesitter | |
| Cursiva                                                                     | Vuélta más rápida                                                                                          |
| *                                                                           | Mayor Número de vueltas lideradas (2 puntos)                                                               |
| DNS                                                                         | Piloto que no calificó No logró arrancar (DNS), gana la 1/2 de los Puntos por haber calificado/participado |
| Novato del Año                                                              | |
| Novato                                                                      | |

### Sistema de Puntuación
Los puntos para la temporada se otorgaron sobre la base de los lugares obtenidos por cada conductor (independientemente de que si el coche está en marcha hasta el final de la carrera):
| Posición | 1  | 2  | 3  | 4  | 5  | 6 | 7 | 8 | 9 | 10 | 11 | 12 |
| Puntos   | 20 | 16 | 14 | 12 | 10 | 8 | 6 | 5 | 4 | 3  | 2  | 1  |

#### Puntos de bonificación
- 1 Punto Para la Pole Position
- 1 Punto por liderar la mayoría de vueltas de la carrera